# 洛桑巴·赤列曲桑
洛桑巴·赤列曲桑（1945年—），男，藏族，籍贯不详，洛桑巴活佛。

## 生平
洛桑巴·赤列曲桑生于1945年。1949年在洛寺被认定为洛桑巴的转世灵童。1953年至1963年，在哲蚌寺学经。其间，于1961年当选为中国佛教协会西藏分会理事。1964年，在下密院灵童班学经。
1978年至1997年，历任中国佛教协会西藏分会常务理事，中国人民政治协商会议西藏自治区委员会委员、中国佛教协会西藏分会第四届常务委员、拉萨市佛教协会第二届会长兼秘书长、中国人民政治协商会议拉萨市委员会七届一次会议常务委员等职务。